# Saint-Maclou-de-Folleville

Saint-Maclou-de-Folleville este o comună în departamentul Seine-Maritime, Franța. În 1 ianuarie 2022 avea o populație de 609 de locuitori.